# Amherst Junction
Amherst Junction é uma vila localizada no estado norte-americano de Wisconsin, no Condado de Portage.

## Demografia
Segundo o censo norte-americano de 2000, a sua população era de 305 habitantes. 
Em 2006, foi estimada uma população de 335, um aumento de 30 (9.8%).

## Geografia
De acordo com o United States Census Bureau tem uma área de 
3,1 km², dos quais 3,1 km² cobertos por terra e 0,0 km² cobertos por água.

## Localidades na vizinhança
O diagrama seguinte representa as localidades num raio de 20 km ao redor de Amherst Junction. 